# 피터 턱슨

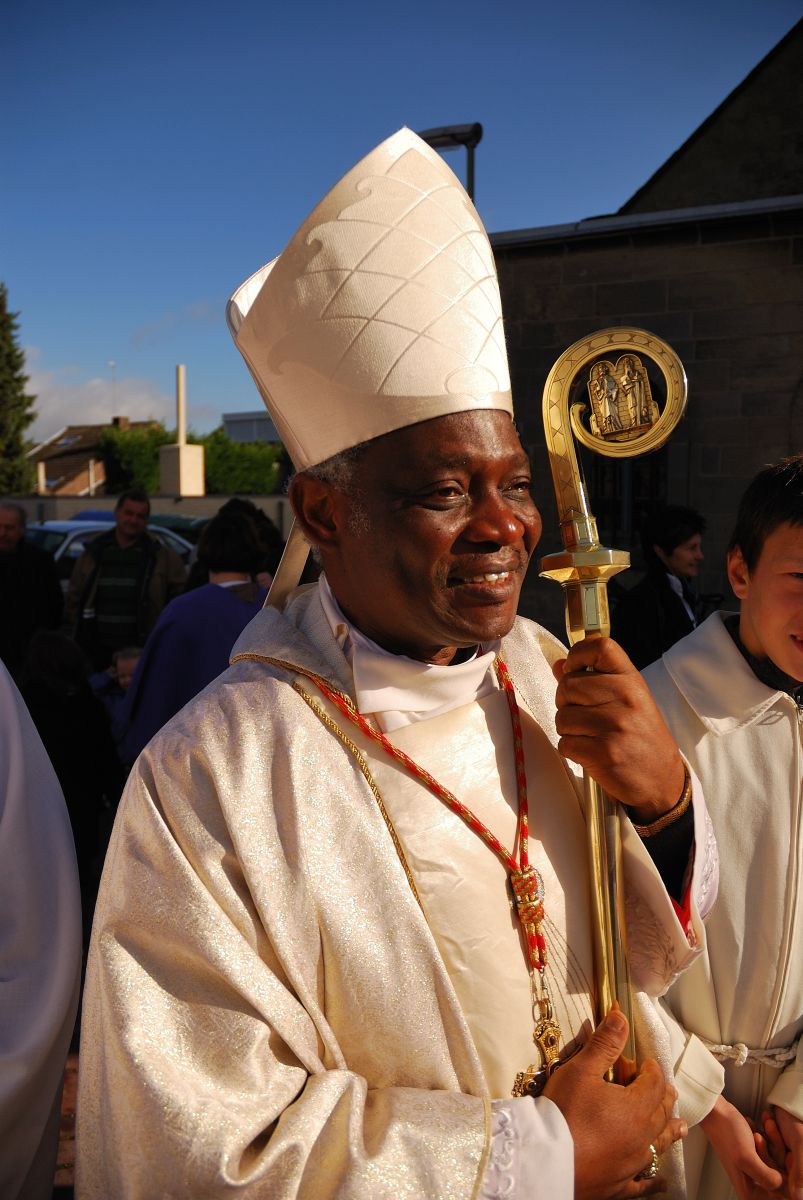
피터 턱슨 추기경

피터 코드워 아피아 턱슨(영어: Peter Kodwo Appiah Turkson, 1948년 10월 11일 ~ )은 가나의 가톨릭 성직자이다.
서부 가나 출신으로, 1975년 사제 서품을 받았다. 케이프코스트 대교구의 신학교와 미국 뉴욕주 프란치스코회 신학교에서 신학을 전공했고, 로마 교황청 성서연구원에서 성서를 연구했다. 1992년 케이프코스트 대교구 대주교로 임명되었고, 2003년 교황 요한 바오로 2세에 의해 추기경으로 서임되었다. 2009년 교황 베네딕토 16세에 의해 교황청 정의·평화위원회 위원장으로 임명되어 교황청 요직으로 자리를 옮겼다. 2013년, 교황 베네딕토 16세가 사임하자 후임 교황 후보로 거론되고 있다.